# Kyan van Dorp
Kyan van Dorp (Nieuwegein, 17 mei 2000) is een Nederlands voetballer die als doelman voor FC Emmen speelt.

## Carrière
Kyan van Dorp speelde in de jeugd van SV Houten en PSV, waar hij in 2019 een contract tot medio 2021 tekende. Sinds 2017 maakt hij als reservekeeper uit van de selectie voor Jong PSV. Hij debuteerde voor dit team in de Eerste divisie op 11 januari 2021, in de met 3-2 gewonnen uitwedstrijd tegen FC Dordrecht. Hierna speelde hij nog tweemaal in de Eerste divisie voor Jong PSV. In de zomer van 2021 maakte hij transfervrij de overstap naar FC Emmen, waar hij reservekeeper is.

### Statistieken
| Seizoen                      | Club           | Land           | Competitie     | Competitie | Competitie | Beker | Beker | Totaal | Totaal |
| Seizoen                      | Club           | Land           | Competitie     | Wed.       | Dlp.       | Wed.  | Dlp.  | Wed.   | Dlp.   |
| ---------------------------- | -------------- | -------------- | -------------- | ---------- | ---------- | ----- | ----- | ------ | ------ |
| 2017/18                      | Jong PSV       | Nederland      | Eerste divisie | 0          | 0          | –     | –     | 0      | 0      |
| 2018/19                      | Jong PSV       | Nederland      | Eerste divisie | 0          | 0          | –     | –     | 0      | 0      |
| 2019/20                      | Jong PSV       | Nederland      | Eerste divisie | 0          | 0          | –     | –     | 0      | 0      |
| 2020/21                      | Jong PSV       | Nederland      | Eerste divisie | 3          | 0          | –     | –     | 3      | 0      |
| 2021/22                      | FC Emmen       | Nederland      | Eerste divisie | 0          | 0          | 0     | 0     | 0      | 0      |
| Carrièretotaal               | Carrièretotaal | Carrièretotaal | Carrièretotaal | 3          | 0          | 0     | 0     | 3      | 0      |
| Bijgewerkt op 3 oktober 2021 |                |                |                |            |            |       |       |        |        |